# Fangler Béla
Fangler Béla Jenő (Zalaegerszeg, 1877. augusztus 1. – Budaábrány, 1952. december 15.) Zala vármegyei jogász, árvaszéki ülnök, nemzetgyűlési képviselő, az alsólendvai ellenforradalom szervezője, amely az első ellenforradalmi mozgalom volt Magyarországon a Tanácsköztársaság alatt, legitimista politikus, a Nemzetvédelmi Kereszt tulajdonosa, a zalamegyei Országos Tulipánkert Szövetségnek a tagja,

## Élete

### Családja és származása
Fangler Mihály (1848–1909) kereskedő, vármegyei törvényhatósági bizottságnak tagja, Zalaegerszegi választott városi képviselő, és Duczay Ilona (1853–1926) fiaként született. Anyai nagyszülei Duczay István és Pinner Leopoldina voltak. Anyai nagynénjei szintén Zalaegerszegre költöztek és ott házasodtak meg: Duczay Anna (1855–1906), akinek a férje megyesi Megyessy László, zalaegerszegi telekkönyveztető, Duczay Alojzia (1866–1940), Papp Alajos (1864–1939), Országos Társadalombiztosító Intézet számvizsgálójának a felesége, valamint Duczay Ida (1868–1918), akinek a férje Sákörzy Kálmán volt. A Moson vármegyei születésű, polgári származású, Fangler Mihály a 19. század második felében Zalaegerszegre került, ahol 1874. február 11-én feleségül vette a Vas vármegyei Duczay Ilonát, aki több gyerekkel áldotta meg őt: Gyula, István, Béla, János és Ferenc. 
Fangler Mihály kereskedő üzletét Zalaegerszegen 1876. május 13-án alapította a "Fangler Mihály vegyes kereskedő" néven, és eleinte vegyeskereskedéssel foglalkozott. Az élelmiszer- és fűszerkereskedő hamarosan jó hírt szerzett magának és családjának Zalában. 1899-ben a belvárosi Sütő utcában építtetett magának szép polgári házat, amelynek a földszintén a cég helyezkedett el. Üzletét 1909-ben Fangler Mihály fia, Fangler Gyula vette át, aki a Kereskedelmi Kör alelnöke lett, valamint a Levente Egyesület és a Katolikus Hitközség vezetőségi tagja volt. 1923-tól Fangler Gyula teljesen önállóan irányította a céget és ő vezetése alatt újult meg a cég valamint nőtt ki azzá a tekintélyes és nagy kereskedéssé, amely a második háborúra, Zala vármegye egyik legismertebb keresztény céggé vált; 1942-ben a cég 70 évét ünnepelték.

### Fiatalkora
Fangler Béla Nagykanizsán járt középiskolába. 1893. augusztus 1-én belépett a bencés rendbe, és a Pannonhalmi apátságba költözött a "Cecil" nevet felvéve, azonban 1894. január 4.-én lépett ki a rendből. Később, Budapesten, végezte a jogi egyetemet. A zalaegerszegi társaskör 1898. január 9-én jegyzőjévé választotta meg a joghallgató Fangler Belát. Végess János Zala vármegyei árvaszéki jegyző Tolna vármegyébe távozásakor, dr. Jankovich László gróf zalai főispán ideiglenes jegyzővé választotta Fanglert 1903 novemberében.
1904-ben házasodott meg boldogfai Farkas Zsófiával. A mélyen vallásos család naponta imádkozta a rózsafüzért, és Zsófia felesége hosszú éveken át volt a Zalaegerszegi római katolikus nőegylet elnök asszonya, Pehm József mellett tevékenykedett (Maga Fangler Béla is később Mindszenty egyik legközelebbi munkatársa lett).

### Politikai pályafutása
Kezdett belekeveredni a helyi politikába, és 1908. május 4-én a Zala vármegyei Függetlenségi és Negyvennyolcas Párt ifj. Czukelter Lajossal együtt jegyzőnek választotta Oszterhuber Lajos halála és a fiatal udvardi és básthi Udvardy Imre (1882–1908) öngyilkossága után. Később, 1907-ben árvaszéki jegyzővé választották, majd 1909. május közepén árvaszéki ülnökké.
Fangler Béla kiemelkedett a sok testvérből álló kereskedőcsaládból, hivatalnok és politikus lett belőle, az élelmiszer- és fűszerbolttal öccse, Fangler Ferenc (1886–1932) foglalkozott. Az elhunyt Fangler Mihály özvegye és fiai 1913. szeptember 27-én nagy emlékünnepélyt tartottak a családi cég 40 éves fennállása alkalmából. A vacsorára több mint 80 vendéget hívott meg, köztük gróf Batthyány Pál (1860–1934) főispánt, aki megemlékező beszédet tartott Fangler Mihályről.
1918 áprilisában hárman pályáztak a zalaegerszegi polgármesteri állásra: Czobor Mátyás vármegyei másodfőjegyző 37 szavazatot, Mezriczky Jenő városi tanácsnok 27, Fangler Béla árvaszéki ülnök 25 szavazatot kapott. Kudarca után maradt a hivatalában, Zalaegerszegen lakott családjával, azonban továbbra is foglalkozott a politikával, Friedrich Istvánnal is ápolta a kapcsolatot.
Fangler Béla 1919-ben, a Tanácsköztársaság alatt szervezőként vett részt az alsólendvai ellenforradalomban, amit az ottani Korona szállóban terveztek. 1919. április 21. hajnalán Sebestyén Jenővel érkezett meg Alsólendvára. Dr. Kecskeméthy Albert ügyvéd lakásában gyülekeztek a kommunista rendszert megbuktatni akaró ellenforradalmárok, akik este 6 órakor elfogták a direktórium tagjait, és helyreállították a törvényes régi rendet. Azt tervezték, hogy másnap reggel két század gyalogossal, fél század gépfegyveressel és három ágyúval Zalaegerszeg ellen vonulnak, de ez sose vált valóra. Este 9-kor a helyzet válságos lett. Akik fegyvert fogtak, letették, és a letartóztatási parancsokat már osztották az ellenforradalmárok ellen. Fangler Bélát letartoztatták és április 22-én délután 3 órakor zárt kocsiban vitték Zalaegerszegre, hogy megvédjék őt és a többit a látványosságtól.
Miután az ellenforradalom kudarcot vallott; Reiter Ernő, az alsólendvai direktorium elnöke, letartóztatta Fanglert és a többi ellenforradalmárt, és egy hónapig tartották a Markó utcai fogházban állandó kegyetlen kínzások alatt. A forradalmi törvényszék 1919. május 22-én golyó általi halálra ítélte őt, azonban az ítéletet nem hajtották végre, folyamatosan elhalasztották. Ezután megtudta, hogy Romanelli ezredes közbenjárása mentette meg életét, és akkor a büntetését életfogytiglani fegyházra változtatták. Elküldték Sebestyén Jenővel együtt a kőbányai gyűjtőfogházba, ahol megtanulta az asztalosmesterséget. A kommün bukása után Fangler kiszabadult, majd a zalabaksai kerület képviselője lett a Keresztény Nemzeti Egyesülés Pártjának (KNEP) programjával az 1920-as nemzetgyűlési választásokon. Antiszemita korlátozásokat javasolt a nemzetgyűlésen 1920-ban, azonban politikai pályáját, valamint elveit és javaslatait nem vitte tovább. A harcos katolicizmus jellemezte már a kampány során is. Az 1922-es választásokon ismét indult a szomszédos zalaszentgróti választókerületben, azonban ekkor kudarcot vallott, valószínűleg a túlzott radikalizmusa miatt. A szentgróti kerület dr. Tarányi Ferenc földbirtokost 1412 szótöbbséggel választotta meg a keresztény ellenzéki Fangler Bélával szemben. Az eljárást választási veresége után ejtették, a továbbiakban a zalaegerszegi városi közgyűlés tagjaként politizált.
1920. szeptember 20-án sűrgös interpellációt mondott a nemzetgyűlésen; ekkor Heltai Viktor volt budapesti városparancsnok a forradalom alatt, aki a Tisza-per egyik főtanú megszökött Ausztriába. Fangler Béla felszólalása elején kijelentette, hogy Heltai Viktor városparancsnokot valósággal rehabilitálták a Tisza-gyilkosság katonai tárgyalása alatt. Heltai volt ennek a pernek a főmozgatója, akit az igazságügyminiszter és Sztupka ügyész valóságos himnusszal ünnepeltek. Felolvasta a budapesti ügyészség vádindítányát, amely Heltait ötrendbeli lopás, egyrendbeli sikkasztás, egyrendbeli bannalástolás, kétrendbeli csalás és újabb háromrendbeli csalás bűntettével vádolja. "Az összeg, amelyről itt szó van, 762.764 korona, továbbá 65.000 lira és egy vasláda, amely tízmilliót tartalmazott és szintén eltünt. Ilyen súlyos bűncselekmények dacára is szított mozgása volt Magyarországon, sőt most ráír Bécsben van. Vissza kell menni a pör történetére. Heltai 1919. augusztus 22-én különböző vádak miatt letartóztatásba került. Innen levelet csempészett ki gróf Károlyi Imréhez, akinek azt írta, hogy csak ő tudja a pör igazi főbűnösét leleplezni. Gróf Károlyi Imrétől 40–50.000 koronát kapott, mint ő mondja, részben saját életének fentartására, részben arra, hogy hamis tanukat szerezzen. A polgári hatóság le akarta tartóztatni Heltait, de ő salvus conductust mutatott fel, amely szerint a katonai hatóság illetékessége alá tartozik, ennek védelme alatt áll Az aláírás: Szlupka, a katonai körletnyionrcsnokság ügyésze. Ugyanerre a salvus coraa Seelusra rá lett írva: „A határátlépést engedélyezem. Prónay." A nemzetgyűlés ülésének végén kínos összetűzés volt a folyosón Huszár Károly volt miniszterelnök és Fangler Béla között. Huszár többek társaságában beszélgetett, mikor Fangler interpellációjának elmondása után a folyosón elment a csoport mellett és pár lépésről odakiáltotta Huszárnak: "Bizonyítékaim vannak, hogy terjesztetted az Ember című lapot!" Huszár felháborodva utasította vissza a vádat. Fangler később Dinics Viktor képviselő és Wein Dezső útján provokálhatta Huszár Károlyt, aki azonban kijelentette, hogy nem hajlandó ebből az ügyből lovagias ügyet csinálni és ha Fangler becsületében megtámadva érzi magát, menjen a bíróság elé.
1923-ban Fangler Béla nyugdíjba vonult. Felekezeti izgatás miatt indult ellene eljárás, de nem antiszemita, hanem a protestánsok ellen mondott beszédei miatt; „Idejöttek Erdélyből ezek a protestáns urak és itt protestáns politikát akarnak a nyakunkra hozni, ami ellen kötelessége minden katolikus embernek összefogni".
A közéletnek nem fordított hátat, továbbra is ismert és tekintélyes tagja volt Zalaegerszeg városának: tagja volt a vármegyei törvényhatósági bizottságnak is, valamint a zalaegerszegi városi képviselőtestületnek, a Katolikus Körnek elnöke, és a Tűzoltó Egyesületnek pedig alelnöke volt. Amikor 1925-ben elkezdték építeni a zalaegerszegi Ferences templomot, Fangler Béla, testvérével, Fangler Ferenccel, aki a kereskedelmi kör elnöke volt, mindketten tagjai lett a templomépítő bizottságnak; Fangler Béla a bizottság főtitkára volt. 1925-ben a Zalavármegyei Gazdasági Egyesület igazgatóválasztmányába választották meg.
1942 novemberében, Fangler Béla és felesége, boldogfai Farkas Zsófia, megkapták a Nemzetvédelmi Keresztet. Felesége 1948-ban elhunyt. Fangler ezt követően 1949-ben úgy döntött, hogy Budaábrányba (ma Nyírábrány, Hajdú-Bihar vármegye) költözik lányához, Fangler Erzsébet Anna Máriához (1917–†?), akinek a férje beölsei Buday Győző (1889–1968) volt, a kommunizmus előtt százados, nyirábrány-budaábrányi földbirtokos. Ott élt egészen haláláig, 1952-ig. Debrecenben temették el.

### Házassága és leszármazottjai

A boldogfai Farkas család címere.

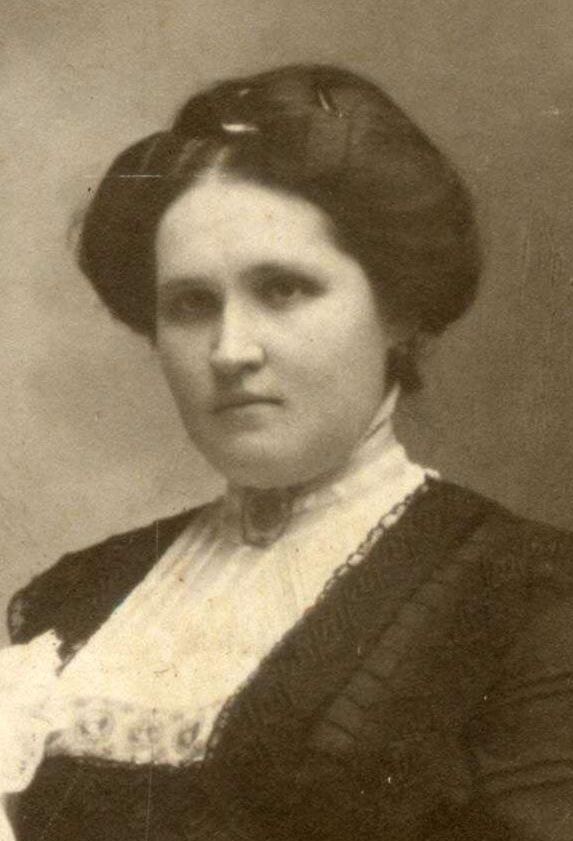
Fangler Béláné boldogfai Farkas Zsófia (1884-1948), a Nemzetvédelmi Kereszt tulajdonosa, a Zalaegerszegi római katolikus nőegyelet elnök asszonya.

1904 februárjában Fangler Béla eljegyezte boldogfai Farkas Zsófiát. 1904. június 4-én Hagyároson feleségül vette a tekintélyes nemesi boldogfai Farkas családból származó boldogfai Farkas Zsófia Rozália Alojzia (*Andráshida, 1884. február 22. –†Zalaegerszeg, 1948. december 23.) úrleányt, akinek a szülei boldogfai Farkas Ferenc (1838-1908), Zala vármegye számvevője, pénzügyi számellenőre, földbirtokos, és nemesnépi Marton Zsófia (1842-1900) asszony voltak. Apja után a barkóczi Rosty-, a lovászi és szentmargitai Sümeghy-, a zalalövői Csapody-, a nádasdi Nádasdy-, és az osztopáni Perneszy családokból vette származását. Az esküvői tanúk nemesvitai Viosz Ferenc (1861–1918), a nagykanizsai járás főszolgabírája, földbirtokos, és boldogfai Farkas Gábor (1863–1925), alsóbagodi földbirtokos voltak. Fangler Béla és boldogfai Farkas Zsófia házasságából 3 fiú- és 1 leánygyermek érte el a felnőttkort:
- Fangler Zsuzsanna Zsófia (Zalaegerszeg, 1905. március 27.–Zalaegerszeg, 1905. április 8.)
- Fangler (Duczay-Farkas) Gábor Farkas János (Zalaegerszeg, 1907. május 16. –?) csendőr százados (1933-ban nevét "Farkas Gábor"-ra magyarosította). Felesége: Bartizek Irén (Sátoraljaújhely, 1904. február 5.–Budapest, 1984. február 27.),
- dr. Fangler Béla Ferenc Mihály (Zalaegerszeg, 1908. május 8.–Szombathely, 1934. május 31.), jogász, Zala vármegyei tiszteletbeli szolgabíró.
- Fangler Erzsébet Anna Mária (Zalaegerszeg, 1910. február 22. –?).[37] Férje: beölsei Buday Győző Antal Béla (Székelyhíd, 1889. június 3.–Debrecen, 1968. október 19.), honvéd százados, földbirtokos.[38]
- dr. Fangler István Jenő János (Zalaegerszeg, 1917. november 13.–?), államvasúti tiszt, Zala vármegye díjas közigazgatási gyakornok. Felesége: Horváth Lenke.